# Elecciones regionales del Cuzco de 2014
Las elecciones regionales del Cusco del 2014 se llevaron a cabo el 5 de octubre de 2014 para elegir al presidente regional, al vicepresidente regional y al Consejo Regional para el periodo 2015-2018. La elección se celebró simultáneamente con elecciones regionales y municipales (provinciales y distritales) en todo el Perú. La segunda vuelta regional se llevó a cabo el 7 de diciembre de 2014.

## Sistema electoral
El Gobierno Regional del Cusco es el órgano administrativo y de gobierno del departamento del Cusco. Está compuesto por el presidente regional, el vicepresidente regional y el Consejo Regional.
La votación se realiza en base al sufragio universal, que comprende a todos los ciudadanos nacionales mayores de dieciocho años, empadronados y residentes en el departamento del Cusco y en pleno goce de sus derechos políticos.
El presidente y vicepresidente regional son elegidos por sufragio directo. Para que un candidato sea proclamado ganador debe obtener no menos de 30 % de votos válidos. En caso ningún candidato logre ese porcentaje en la primera vuelta electoral, los dos candidatos más votados participan en una segunda vuelta o balotaje.
El Consejo Regional de Cusco está compuesto por 17 consejeros elegidos por sufragio directo para un período de cuatro (4) años. La votación es por lista cerrada y bloqueada. Cada provincia del departamento del Cusco constituye una circunscripción electoral. Se asigna a la lista ganadora los escaños según el método d'Hondt. La distribución y el número de consejeros regionales es la siguiente:
| Circunscripción                                                         | Escaños | Mapa |
| ----------------------------------------------------------------------- | ------- | ---- |
| Chumbivilcas(+1), La Convención, Paucartambo y Quispicanchi             | 2       |      |
| Acomayo, Anta, Calca, Canas, Canchis, Cusco, Espinar, Paruro y Urubamba | 1       |      |

## Composición del Consejo Regional del Cusco
La siguiente tabla muestra la composición del Consejo Regional del Cusco antes de las elecciones.
| Partidos | Partidos                                      | Consejeros |
| -------- | --------------------------------------------- | ---------- |
|          | Gran Alianza Nacionalista Cusco               | 4          |
|          | Movimiento Regional PAN                       | 4          |
|          | Restauración Nacional                         | 3          |
|          | Movimiento Regional Acuerdo Popular Unificado | 2          |
|          | Somos Perú                                    | 1          |
|          | Autogobierno AYLLU                            | 1          |
|          | Unión por el Perú                             | 1          |

## Partidos y candidatos
A continuación se muestra una lista de los principales partidos y alianzas electorales que participaron en las elecciones:
| Candidatura | Candidatura | Partidos y alianzas                                                                             | Candidato | Candidato                  | Ideología                                                          | Resultado previo | Resultado previo | Ref. |
| Candidatura | Candidatura | Partidos y alianzas                                                                             | Candidato | Candidato                  | Ideología                                                          | Votos (%)        | Con.             | Ref. |
| ----------- | ----------- | ----------------------------------------------------------------------------------------------- | --------- | -------------------------- | ------------------------------------------------------------------ | ---------------- | ---------------- | ---- |
|             | MT          | Lista - Movimiento Regional Tawantinsuyo (MT)                                                   |           | Rosmeri Arapa Arredondo    | Regionalismo cusqueño                                              | 33.34%           | 4                |      |
|             | APRA–RN     | Lista - Alianza Popular (APRA–RN) – Partido Aprista Peruano (APRA) – Restauración Nacional (RN) |           | Luis Wilson Ugarte         | Aprismo Liberalismo económico Humanismo cristiano                  | 11.18%           | 3                |      |
|             | APU         | Lista - Movimiento Regional Acuerdo Popular Unificado (APU)                                     |           | Benicio Ríos Ocsa          | Regionalismo cusqueño                                              | 7.32%            | 2                |      |
|             | TyL         | Lista - Tierra y Libertad Cusco (TyL)                                                           |           | Óscar Mollohuanca Cruz     | Regionalismo cusqueño Ecosocialismo Socialismo democrático         | 4.39%            | 0                |      |
|             | AYLLU       | Lista - Autogobierno AYLLU (AYLLU)                                                              |           | Mario Condori Huallpa      | Regionalismo cusqueño                                              | 4.37%            | 1                |      |
|             | FP          | Lista - Fuerza Popular (FP)                                                                     |           | Alipio Ramos Villares      | Fujimorismo Conservadurismo social Populismo de derecha            | 3.19%            | 0                |      |
|             | AP          | Lista - Acción Popular (AP)                                                                     |           | Armando Villanueva Mercado | Partido atrapalotodo                                               | Nuevo            | Nuevo            |      |
|             | APP         | Lista - Alianza para el Progreso (APP)                                                          |           | Carlos Cuaresma Sánchez    | Liberalismo económico Conservadurismo liberal Populismo de derecha | Nuevo            | Nuevo            |      |
|             | SU          | Lista - Siempre Unidos (SU)                                                                     |           | Julián Incaroca Ninancuro  | Partido atrapalotodo Populismo                                     | Nuevo            | Nuevo            |      |
|             | Inka        | Lista - Movimiento Regional Inka Pachakuteq (Inka)                                              |           | Ricardo Cornejo Sánchez    | Regionalismo cusqueño                                              | Nuevo            | Nuevo            |      |
|             | PAPA        | Lista - Patria Arriba Perú Adelante (PAPA)                                                      |           | Sayri Túpac García Roca    | Regionalismo cusqueño                                              | Nuevo            | Nuevo            |      |
|             | Kausachun   | Lista - Kausachun Cusco (Kausachun)                                                             |           | Edwin Licona Licona        | Regionalismo cusqueño                                              | Nuevo            | Nuevo            |      |
|             | FIA         | Lista - Fuerza Inka Amazónica (FIA)                                                             |           | Oswaldo Luizar Obregón     | Regionalismo cusqueño                                              | Nuevo            | Nuevo            |      |

## Sondeos de opinión
Las siguientes tablas enumeran las estimaciones de la intención de voto en orden cronológico inverso, mostrando las más recientes primero y utilizando las fechas en las que se realizó el trabajo de campo de la encuesta. Cuando se desconocen las fechas del trabajo de campo, se proporciona la fecha de publicación.
Leyenda:
     Sondeo realizado en el periodo de prohibición legal de la difusión de sondeos de intención de voto.

### Balotaje

#### Intención de voto
La siguiente tabla enumera las estimaciones ponderadas (sin incluir votos en blanco y nulos) de la intención de voto.
|                               |                |      |      |      |      |  |  |  |  |  |  |  |  |
| Elecciones regionales de 2014 | 7 dic 2014     | —    | 53.2 | 46.8 | 6.4  |  |  |  |  |  |  |  |  |
|                               |                |      |      |      |      |  |  |  |  |  |  |  |  |
| César Carranza/El Diario      | 20–22 nov 2014 | 1316 | 56.0 | 44.0 | 12.0 |  |  |  |  |  |  |  |  |
| Libertad y Democracia         | 15–19 nov 2014 | 1000 | 57.9 | 42.1 | 15.8 |  |  |  |  |  |  |  |  |
| César Carranza/El Diario      | 5–8 nov 2014   | 1052 | 52.7 | 47.3 | 5.4  |  |  |  |  |  |  |  |  |

#### Preferencias de voto
La siguiente tabla enumera las preferencias de voto en bruto (incluyendo blancos, viciados y sin respuesta) y no ponderadas.
|                               |                |      |      |      |      |      |     |  |  |  |  |  |  |
| Elecciones regionales de 2014 | 7 dic 2014     | —    | 41.2 | 36.2 | 22.6 | –    | 5.0 |  |  |  |  |  |  |
|                               |                |      |      |      |      |      |     |  |  |  |  |  |  |
| César Carranza/El Diario      | 20–22 nov 2014 | 1316 | 31.3 | 24.6 | 25.7 | 18.4 | 6.7 |  |  |  |  |  |  |
| Libertad y Democracia         | 15–19 nov 2014 | 1000 | 33   | 24   | 11   | 32   | 9   |  |  |  |  |  |  |
| César Carranza/El Diario      | 5–8 nov 2014   | 1052 | 27.6 | 24.8 | 20.8 | 26.8 | 2.8 |  |  |  |  |  |  |

### Primera vuelta

#### Intención de voto
La siguiente tabla enumera las estimaciones ponderadas (sin incluir votos en blanco y nulos) de la intención de voto.
|                                       |                |      |      |      |      |      |      |      |      |  |  |  |  |
| Elecciones regionales de 2014         | 5 oct 2014     | —    | 23.0 | 10.8 | 9.3  | 9.0  | 8.4  | 8.2  | 12.2 |  |  |  |  |
|                                       |                |      |      |      |      |      |      |      |      |  |  |  |  |
| Ipsos Perú/América                    | 5 oct 2014     | ?    | 24.0 | 10.9 | –    | –    | –    | –    | 13.1 |  |  |  |  |
| Datum Internacional/Frecuencia Latina | 5 oct 2014     | ?    | 23.6 | 10.6 | 8.9  | –    | 8.2  | –    | 13.0 |  |  |  |  |
| Ipsos Perú/América                    | 5 oct 2014     | ?    | 25.3 | 10.2 | 10.3 | –    | –    | –    | 15.0 |  |  |  |  |
| Datum Internacional/Frecuencia Latina | 5 oct 2014     | ?    | 23.6 | 15.0 | –    | 10.0 | –    | –    | 8.6  |  |  |  |  |
| CPI/RPP                               | 23–26 sep 2014 | 550  | 30.5 | 9.8  | 10.4 | 9.5  | 9.7  | 5.3  | 20.1 |  |  |  |  |
| Datum Internacional/Frecuencia Latina | 20–22 sep 2014 | 401  | 26.0 | 11.7 | 9.6  | 9.6  | –    | –    | 14.3 |  |  |  |  |
| Ipsos Perú/El Comercio                | 24 sep 2014    | 400  | 28.3 | –    | 11.7 | 11.7 | 11.7 | –    | 16.6 |  |  |  |  |
| César Carranza/El Diario              | 19–20 sep 2014 | 3000 | 24.5 | 15.6 | 7.5  | 16.1 | 15.5 | 4.6  | 8.4  |  |  |  |  |
| Data Procest                          | 17–20 sep 2014 | 474  | 19.7 | 5.1  | 10.9 | 10.4 | 10.7 | 10.2 | 8.8  |  |  |  |  |
| César Carranza/El Diario              | 8–14 sep 2014  | 4946 | 25.1 | 10.3 | 5.3  | 12.0 | 13.6 | 11.8 | 11.5 |  |  |  |  |
| César Carranza/El Diario              | 12–16 ago 2014 | 6851 | 31.7 | 9.3  | 5.5  | 12.8 | 13.9 | 6.2  | 17.8 |  |  |  |  |
| César Carranza/El Diario              | 17–19 jul 2014 | 1904 | 24.6 | 4.3  | 5.4  | 20.1 | 22.5 | 4.3  | 2.1  |  |  |  |  |
| César Carranza/El Diario              | 21–28 jun 2014 | 554  | 30.7 | –    | 2.3  | 17.0 | 15.0 | 6.6  | 13.7 |  |  |  |  |
| César Carranza/El Diario              | 13–19 abr 2014 | 2015 | 21.3 | –    | 8.7  | 11.7 | 12.8 | 1.9  | 8.5  |  |  |  |  |

#### Preferencias de voto
La siguiente tabla enumera las preferencias de voto en bruto (incluyendo blancos, viciados y sin respuesta) y no ponderadas.
|                               |                |      |      |      |     |      |      |     |      |      |      |  |  |
| Elecciones regionales de 2014 | 5 oct 2014     | —    | 18.8 | 8.8  | 7.6 | 7.3  | 6.8  | 6.7 | 18.5 | –    | 10.0 |  |  |
|                               |                |      |      |      |     |      |      |     |      |      |      |  |  |
| Ipsos Perú/El Comercio        | 24 sep 2014    | 400  | 17   | –    | 7   | 7    | 7    | –   | 14   | 26   | 10   |  |  |
| César Carranza/El Diario      | 19–20 sep 2014 | 3000 | 16.1 | 10.3 | 4.9 | 10.6 | 10.2 | 3.0 | 34.2 | –    | 5.5  |  |  |
| Data Procest                  | 17–20 sep 2014 | 474  | 15.5 | 4.0  | 8.6 | 8.2  | 8.4  | 8.0 | 12.4 | 8.9  | 6.9  |  |  |
| César Carranza/El Diario      | 8–14 sep 2014  | 4946 | 19.1 | 7.8  | 4.0 | 9.1  | 10.3 | 9.0 | 24.0 | –    | 8.8  |  |  |
| César Carranza/El Diario      | 12–16 ago 2014 | 6851 | 14.4 | 4.2  | 2.5 | 5.8  | 6.3  | 2.8 | 12.6 | 42.0 | 8.1  |  |  |
| César Carranza/El Diario      | 17–19 jul 2014 | 1904 | 13.1 | 2.3  | 2.9 | 10.7 | 12.0 | 2.3 | 16.2 | 30.5 | 1.1  |  |  |
| César Carranza/El Diario      | 21–28 jun 2014 | 554  | 19.1 | –    | 1.4 | 10.6 | 9.3  | 4.1 | 13.1 | 24.7 | 8.5  |  |  |
| César Carranza/El Diario      | 13–19 abr 2014 | 2015 | 16.4 | –    | 6.7 | 9.0  | 9.9  | 1.5 | 6.3  | 16.6 | 6.5  |  |  |

## Resultados

### Gobierno Regional del Cusco
|                      | Edwin Licona Licona        | Kausachun Cusco (Kausachun)                         | 65,332  | 10.85 | 268,940 | 53.21 |  |  |
|                      | Benicio Ríos Ocsa          | Movimiento Regional Acuerdo Popular Unificado (APU) | 138,688 | 23.03 | 236,518 | 46.79 |  |  |
|                      | Luis Wilson Ugarte         | Alianza Popular (APRA–RN)                           | 56,297  | 9.35  |         |       |  |  |
|                      | Carlos Cuaresma Sánchez    | Alianza para el Progreso (APP)                      | 53,899  | 8.95  |         |       |  |  |
|                      | Julián Incaroca Ninancuro  | Siempre Unidos (SU)                                 | 50,548  | 8.39  |         |       |  |  |
|                      | Ricardo Cornejo Sánchez    | Movimiento Regional Inka Pachakuteq (Inka)          | 49,606  | 8.24  |         |       |  |  |
|                      | Oswaldo Luizar Obregón     | Fuerza Inka Amazónica (FIA)                         | 31,518  | 5.23  |         |       |  |  |
|                      | Mario Condori Huallpa      | Autogobierno AYLLU (AYLLU)                          | 31,446  | 5.22  |         |       |  |  |
|                      | Óscar Mollohuanca Cruz     | Tierra y Libertad Cusco (TyL)                       | 31,139  | 5.17  |         |       |  |  |
|                      | Alipio Ramos Villares      | Fuerza Popular (FP)                                 | 29,706  | 4.93  |         |       |  |  |
|                      | Rosmeri Arapa Arredondo    | Movimiento Regional Tawantinsuyo (MT)               | 28,336  | 4.71  |         |       |  |  |
|                      | Armando Villanueva Mercado | Acción Popular (AP)                                 | 27,641  | 4.59  |         |       |  |  |
|                      | Sayri Túpac García Roca    | Patria Arriba Perú Adelante (PAPA)                  | 8,022   | 1.33  |         |       |  |  |
|                      |                            |                                                     |         |       |         |       |  |  |
| Total                | Total                      | Total                                               | 602,178 |       | 505,458 |       |  |  |
|                      |                            |                                                     |         |       |         |       |  |  |
| Votos válidos        | Votos válidos              | Votos válidos                                       | 602,178 | 81.48 | 505,458 | 77.42 |  |  |
| Votos en blanco      | Votos en blanco            | Votos en blanco                                     | 75,753  | 10.25 | 16,666  | 2.55  |  |  |
| Votos nulos          | Votos nulos                | Votos nulos                                         | 61,116  | 8.27  | 130,781 | 20.03 |  |  |
| Votos emitidos       | Votos emitidos             | Votos emitidos                                      | 739,047 | 83.90 | 652,905 | 74.12 |  |  |
| Abstenciones         | Abstenciones               | Abstenciones                                        | 141,842 | 16.10 | 227,984 | 25.88 |  |  |
| Votantes registrados | Votantes registrados       | Votantes registrados                                | 880,889 |       | 880,889 |       |  |  |
|                      |                            |                                                     |         |       |         |       |  |  |
| Fuente:              |                            |                                                     |         |       |         |       |  |  |

### Consejo Regional del Cusco

#### Sumario general
| |                                                     |              |              |              |         |         |  |  |
| Partidos y coaliciones | Partidos y coaliciones                              | Voto popular | Voto popular | Voto popular | Escaños | Escaños |  |  |
| Partidos y coaliciones | Partidos y coaliciones                              | Votos        | %            | ±pp          | Total   | +/−     |  |  |
| | Movimiento Regional Acuerdo Popular Unificado (APU) | 123,212      | 22.02        | +12.70       | 9       | +7      |  |  |
| | Kausachun Cusco (Kausachun)                         | 56,718       | 10.14        | Nuevo        | 2       | +2      |  |  |
| | Alianza Popular (APRA–RN)1                          | 49,841       | 8.91         | –5.54        | 0       | –3      |  |  |
| | Movimiento Regional Inka Pachakuteq (Inka)          | 45,913       | 8.21         | n/a          | 1       | +1      |  |  |
| | Autogobierno AYLLU (AYLLU)                          | 44,931       | 8.03         | +2.89        | 1       | ±0      |  |  |
| | Siempre Unidos (SU)                                 | 40,824       | 7.30         | Nuevo        | 0       | ±0      |  |  |
| | Alianza para el Progreso (APP)                      | 39,661       | 7.09         | Nuevo        | 0       | ±0      |  |  |
| | Fuerza Inka Amazónica (FIA)                         | 39,520       | 7.06         | Nuevo        | 1       | +1      |  |  |
| | Movimiento Regional Tawantinsuyo (MT)               | 31,916       | 5.70         | n/a          | 1       | +1      |  |  |
| | Tierra y Libertad Cusco (TyL)                       | 30,208       | 5.40         | –0.46        | 1       | +1      |  |  |
| | Acción Popular (AP)                                 | 23,746       | 4.24         | n/a          | 0       | ±0      |  |  |
| | Fuerza Popular (FP)2                                | 19,336       | 3.46         | +0.03        | 1       | +1      |  |  |
| | Patria Arriba Perú Adelante (PAPA)                  | 13,638       | 2.44         | Nuevo        | 0       | ±0      |  |  |
| |                                                     |              |              |              |         |         |  |  |
| Total | Total                                               | 559,464      |              |              | 17      | +1      |  |  |
| |                                                     |              |              |              |         |         |  |  |
| Votos válidos | Votos válidos                                       | 559,464      | 75.70        | +9.11        |         |         |  |  |
| Votos en blanco | Votos en blanco                                     | 117,292      | 15.87        | –9.68        |         |         |  |  |
| Votos nulos | Votos nulos                                         | 62,291       | 8.43         | +0.58        |         |         |  |  |
| Votos emitidos | Votos emitidos                                      | 739,047      | 83.90        | –1.58        |         |         |  |  |
| Abstenciones | Abstenciones                                        | 141,842      | 16.10        | +1.58        |         |         |  |  |
| Votantes registrados | Votantes registrados                                | 880,889      |              |              |         |         |  |  |
| |                                                     |              |              |              |         |         |  |  |
| Fuente: |                                                     |              |              |              |         |         |  |  |
| Notas al pie: 1 Comparado con los resultados de Restauración Nacional (RN) y Partido Aprista Peruano (APRA) en las elecciones de 2010. 2 Comparado con los resultados de Fuerza 2011 (F2011) en las elecciones de 2010. |                                                     |              |              |              |         |         |  |  |
| Notas al pie: |                                                     |              |              |              |         |         |  |  |
| 1 Comparado con los resultados de Restauración Nacional (RN) y Partido Aprista Peruano (APRA) en las elecciones de 2010. 2 Comparado con los resultados de Fuerza 2011 (F2011) en las elecciones de 2010.               |                                                     |              |              |              |         |         |  |  |

### Autoridades electas
| Cargo                                            | Autoridad electa | Autoridad electa            | Partido político | Partido político                              |
| ------------------------------------------------ | ---------------- | --------------------------- | ---------------- | --------------------------------------------- |
| Presidente Regional del Cusco                    |                  | Edwin Licona Licona         |                  | Kausachun Cusco                               |
| Vicepresidenta Regional del Cusco                |                  | Piedad Vargas Sota          |                  | Kausachun Cusco                               |
| Consejera Regional del Cusco (por Acomayo)       |                  | Anabel Alccamari Ccahuana   |                  | Fuerza Popular                                |
| Consejero Regional del Cusco (por Anta)          |                  | Abel Paucarmayta Tacuri     |                  | Movimiento Regional Acuerdo Popular Unificado |
| Consejero Regional del Cusco (por Calca)         |                  | Melitón Ccallo Quispe       |                  | Movimiento Regional Acuerdo Popular Unificado |
| Consejero Regional del Cusco (por Canas)         |                  | Roger Capatinta Mamani      |                  | Movimiento Regional Acuerdo Popular Unificado |
| Consejera Regional del Cusco (por Canchis)       |                  | Liliana Bustamante Callo    |                  | Movimiento Regional Acuerdo Popular Unificado |
| Consejero Regional del Cusco (por Chumbivilcas)  |                  | Walter Silva Guevara        |                  | Tierra y Libertad Cusco                       |
| Consejero Regional del Cusco (por Chumbivilcas)  |                  | Jaime Gamarra Zambrano      |                  | Movimiento Regional Tawantinsuyo              |
| Consejera Regional del Cusco (por Cusco)         |                  | Marisol Paz Ccoricasa       |                  | Kausachun Cusco                               |
| Consejero Regional del Cusco (por Espinar)       |                  | Nicanor Umiyauri Ninahuamán |                  | Movimiento Regional Inka Pachakuteq           |
| Consejero Regional del Cusco (por La Convención) |                  | Álex Curi León              |                  | Movimiento Regional Acuerdo Popular Unificado |
| Consejero Regional del Cusco (por La Convención) |                  | Guillermo Torres Palomino   |                  | Fuerza Inka Amazónica                         |
| Consejera Regional del Cusco (por Paruro)        |                  | Kely Farfán Pacheco         |                  | Movimiento Regional Acuerdo Popular Unificado |
| Consejero Regional del Cusco (por Paucartambo)   |                  | Víctor Vargas Santander     |                  | Movimiento Regional Acuerdo Popular Unificado |
| Consejera Regional del Cusco (por Paucartambo)   |                  | Roxana García Fernández     |                  | Autogobierno AYLLU                            |
| Consejero Regional del Cusco (por Quispicanchi)  |                  | Alaín Alanoca Aragón        |                  | Movimiento Regional Acuerdo Popular Unificado |
| Consejero Regional del Cusco (por Quispicanchi)  |                  | Lizardo Ángeles Revollar    |                  | Kausachun Cusco                               |
| Consejera Regional del Cusco (por Urubamba)      |                  | Brizeida Carrasco Yarin     |                  | Movimiento Regional Acuerdo Popular Unificado |